# 台灣竹枝詞
台灣竹枝詞是一種文類，在傳統台灣文學當中多以風土詩的內涵呈現。形式上為七言體的韻文，內容上則以歌詠台灣的地方風光、習俗為主。目前最早的台灣竹枝詞出現於郁永河的《裨海紀遊》中。

## 發展與衍變
台灣的竹枝詞淵源於中國唐代劉禹錫、白居易的文人竹枝詞，元末楊維楨開西湖竹枝詞之唱和，一時之間相從者不下百家，竹枝詞遂逐漸形成歌詠地方風光、習俗的文類。清代結合時代文化特色，出現大型的連章竹枝詞、大量的詩加自註，創作客觀的筆調，使得竹枝詞原本詼諧趣味的特殊風貌，更與地方風土詩的采風觀念及方志編纂的風氣，結下了不解之緣。台灣竹枝詞承此遺緒，在竹枝詞的發展上另外開拓了一片新的天地。
康熙三十六年（1697）郁永河《裨海紀遊》內的《台灣竹枝詞》、《土番竹枝詞》是台灣首見的竹枝詞，據翁聖峰《清代台灣竹枝詞之研究》的統計，清代台灣的竹枝詞共有42家、48組，作品616首。日治時代賴和、吳德功、李騰嶽、蔡碧吟均曾創作竹枝詞，但目前尚未見到專門的統計與研究。1957年，賴尚益的《悶紅墨屑》本有千首，出版時刪成842首，這是台灣有史以來竹枝詞數量最多的個人別集，也超過中國任何個人創作竹枝詞的數量，他透過該書記述明清、日治時代及戰後的台灣歷史文化。
從名稱上來看，有的作品直接注明是竹枝詞者較無爭議，也有的作品雖然未注明是竹枝之作，但可能在自序或他人的評論中稱為竹枝詞，孫元衡的《過他里霧》或賴尚益的《悶紅墨屑》即是其例。一些風格相似的七言四句采風詩，在某些評論者的觀念裡，也得以被加入竹枝詞之列，甚至是一些形式並非七言四句的風土詩也有人將之視為竹枝體，甚而直接以竹枝詞稱之，也有一些與風土詩無關，但是因為與部分竹枝詞在格律上都屬於寬鬆的七言四句拗體絕句，因此也都得以視同竹枝詞，於是，竹枝詞文類概念不斷擴大，但這類竹枝詞也可能引起認定上的爭議。
就形式格律而言，竹枝詞係七言絕句的一種，不過，就文類的「本色」來看，竹枝詞詩句不忌俚俗，詼諧趣味的特殊風貌在一般七言絕句較為少見，成為竹枝詞與七言絕句內涵最大的差異；台灣竹枝詞發展史曾出現史齡的《台南竹枝詞》係採用五言絕句體，這僅是竹枝詞的創作特例，並未成為風潮。
清代台灣流寓者所創作的竹枝詞詩加自註的數量，較在中國創作的竹枝詞及本土人士在台灣創作竹枝詞都有顯著的增加，這是因為台灣這個新開闢地區，許多風土特異於對岸，為有效傳達風土之異，故流寓者創作竹枝詞時就有須要增加自註的數量及內容，如此才足以傳達風土的特色，這種現象與描述中國西北、西南等區域時，也出現類似的風格，但是，五四之後台灣竹枝詞的自註，不論是流寓者或是本土之士都有明顯的減少，這與竹枝詞文類觀念的轉變頗有關係，新興的白話文也能達到記述地方民俗的效果，不一定須要以竹枝詞輔以自註的方式來記錄地方民俗，因此，日治時代之後的台灣竹枝詞詩加自註的數量相對較清代來得少。
梁啟超有二首《臺灣竹枝詞》四句都押韻，而且不別四聲，這種押韻在民歌之中十分普遍，但在七言絕句及竹枝詞均十分罕見，這跟他的《臺灣竹枝詞》係改編自民歌應當有直接的關係。當代評論者常誤認俚俗的竹枝詞之格律較一般古典詩寬鬆，不過，閱讀清代台灣竹枝詞的平仄、韻腳、對仗、句型等外在形式，少部分的作品雖然存在拗體的現象，但是大部分的竹枝詞與七言絕句的外在形式仍然很接近，這與宋代以來詩學格律的嚴密性頗有相關，因此台灣竹枝詞雖較唐代竹枝詞俚俗，但是拗體的現象反而較少。五四以前的評論者都認為竹枝詞與七言絕句自有分別，他們辨體的標準除了看文類的外在形式之外，竹枝詞文體的「本色」觀念是主要的取捨依據。
在評價上，有些評論者對俚俗的竹枝詞頗有不登大雅的批評，不過，由於竹枝詞的采風特色與《詩經》采風及比興的觀念很相近，因此，擁護者總是忘不了闡述竹枝詞與《詩經》「神聖性」相近的地方，連雅堂的《詩薈餘墨》論竹枝詞就是採取這種觀點。但是，歷經五四白話運動新觀念的洗禮，有許多評論者則逆其道而行，改為強調竹枝詞「俚俗」的優點，同時放寬竹枝詞文體的標準，改以有形的外在形式做為文類的規範，因而主張竹枝詞即是七言絕句的一種，黃純青的《談「竹枝」》即採取這種觀點。

## 台灣竹枝詞作品選
《臺灣竹枝詞》12首選前3首   郁永河
鐵板沙連到七鯤，鯤身激浪海天昏。任教巨舶難輕犯，天險生成鹿耳門。
（作者註：「安平城旁，自一鯤身至七鯤身，皆沙崗也。鐵板沙性重，得水則堅如石，舟泊沙上，風浪掀擲，舟底立碎矣。牛車千百，日行水中，曾無軌跡，其堅可知。」）
雪浪排空小艇橫，紅毛城勢獨崢嶸。渡頭更上牛車坐，日暮還過赤嵌城。
（作者註：「渡船皆小艇也。紅毛城即今安平城，渡船往來絡繹，皆在安平、赤嵌二城之間。沙堅水淺，雖小艇不能達岸，必藉牛車挽之。赤嵌城在郡治海岸，與安平城對峙。」）
編竹為垣取次增，衙齋清暇冷如冰。風聲撼醒三更夢，帳底斜穿遠浦燈。
（作者註：「官署皆無垣墻，惟插竹為籬，比歲增易。無墻垣為蔽，遠浦燈光，直入寢室。」）
《新竹枝歌》    賴和
一齣加冠故事新，揭開假面看真來。登場自是憑繩索，幕後牽抽另有人。
代表堂堂慶得人，當能謀福惠吾民。一場審議三分半，民意於茲已暢申。
獨善寧無愛此身，須知遺臭要平均。位高處世艱難甚，一致而今竟誤人。
褒貶真成泣鬼神，聞風恐懼究何人。可憐異代春秋筆，此世無由再獲麟。
《台北竹枝詞》10首選前5首   李騰嶽
建昌先廢南街微，代謝何曾有是非。今日太平最殷盛，霓虹明滅耀珠璣。
大通道路盡鋪裝，車馬如龍透里坊。雨不濘泥晴更好，可知善政在康莊。
兒女紛紛向菊元，後來松井亦名喧。內台經濟成優劣，似此前途不可言。
摩天樓閣盛鋪張，舉世風行百貨商。卻笑儂家非顧客，也隨人去坐流廊。
萬華稍遜稻江優，城內居然占上頭。融協每成疏隔憾，三分長似劃鴻溝。
《鹿港竹枝詞》
五福街衢不夜城，觀燈時節晚風清。紫姑賽罷聽香坐，明月深宵擲筊聲。
龍山寺上春鴆鳴，鹿江橋下春潮生。潮水悠悠淘沙去，閑鴆處處啼春晴。
文武廟前半月池，長教殘缺惹相思。喚人儂欲重開鑿，圓滿應如十五時。
北頭漁人唱竹枝，風帆片片雨絲絲。街尾少女將剝蔗，蔗葉蕭蕭思離離。
宮後牛墟又菜園，況兼前港更難言。誰知三姓施黃許，怙惡原無過隘門。
糕名鳳眼玉珍齋，柿粉調成白最佳。入口津津涼且嫩，祇應博會賞金牌。
鹿港風沙聞名久，冬日偷閒試一臨。十月風沙飛不入，九天霜雪動難侵。
幾處柴門半掩開，遊人陣陣此徘徊。煙花三月後車路，新貨搬從草厝來。